# Mr. Scarface Is Back
Albums de Scarface
'The World Is Yours'
(1993)
Singles
1. Mr. Scarface
Sortie : 26 septembre 1991
2. A Minute to Pray and a Second to Die
Sortie : 28 février 1992

Mr. Scarface Is Back est le premier album studio de Scarface, sorti le 1er octobre 1991.
L'album s'est classé 1er au Heatseekers, 13e au Top R&B/Hip-Hop Albums et 51e au Billboard 200 et a été certifié disque d'or par la Recording Industry Association of America (RIAA) le 13 avril 1993.

## Liste des titres
| No  | Titre                                | Contient un (des) sample(s) de | Durée |
| --- | ------------------------------------ | --- | ----- |
| 1.  | Mr. Scarface                         | Gimmie What You Got du Pamplemousse Itsy Bitsy Spider (chanson enfantine) Different Strokes de Syl Johnson My Balls and My Words de Scarface | 5:52  |
| 2.  | The Pimp                             | Sportin' Life de James Brown Impeach the President des Honey Drippers                                                                        | 3:08  |
| 3.  | Born Killer                          | Theme From "Buck & the Preacher" des Nite-Liters The Assembly Line des Commodores Funky Drummer de James Brown                               | 3:38  |
| 4.  | Murder by Reason of Insanity         | Untitled Instrumental de James Brown Synthetic Substitution de Melvin Bliss UFO d'ESG                                                        | 3:47  |
| 5.  | Your Ass Got Took                    | Four Cornered Room de War Sing a Simple Song de Sly & the Family Stone The Traffic Cop (Dance) de Bloodstone                                 | 3:44  |
| 6.  | Diary of a Madman                    | The Payback de James Brown | 3:04  |
| 7.  | Body Snatchers                       | | 3:12  |
| 8.  | Money and the Power                  | Love Serenade de Barry White UFO d'ESG | 3:49  |
| 9.  | P D Roll 'Em                         | I' Been Watching You du Southside Movement Blind Alley des Emotions                                                                          | 3:47  |
| 10. | Good Girl Gone Bad                   | Do Like I Do de Smokey Robinson Good Old Music de Funkadelic                                                                                 | 4:17  |
| 11. | A Minute to Pray and a Second to Die | Inner City Blues (Make Me Wanna Holler) de Marvin Gaye What's Going On de Marvin Gaye Kissing My Love de Bill Withers                        | 4:44  |
| 12. | I'm Dead                             | Thinking des Meters Down on the Avenue du Fat Larry's Band Mango Meat de Mandrill                                                            | 2:27  |